# Liste der Wappen im Bezirk Zwettl
Die Liste der Wappen im Bezirk Zwettl beinhaltet – geordnet nach der Verwaltungsgliederung – alle in der Wikipedia gelisteten Wappen des Bezirks Zwettl (Niederösterreich). In dieser Liste werden die Wappen mit dem Gemeindelink angezeigt.

## Zwettl

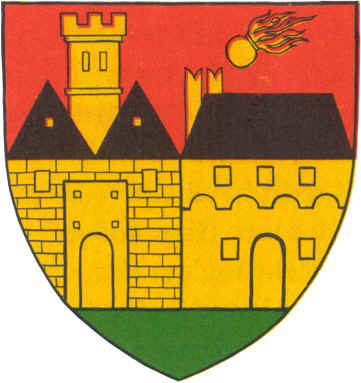
Allentsteig
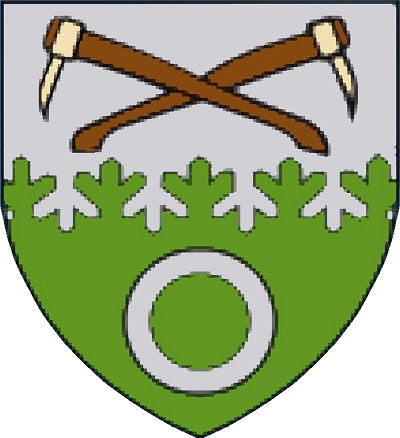
Altmelon
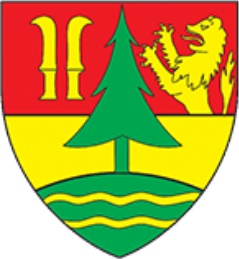
Arbesbach
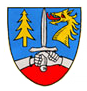
Bad Traunstein
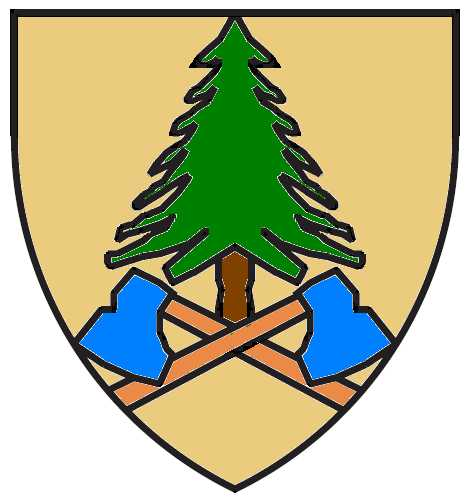
Bärnkopf
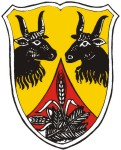
Echsenbach
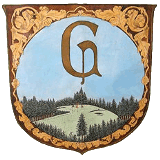
Göpfritz an der Wild
Grafenschlag
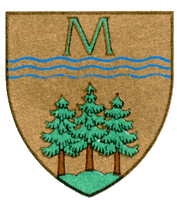
Groß Gerungs
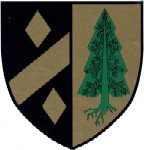
Großgöttfritz
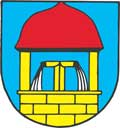
Gutenbrunn
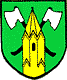
Kirchschlag
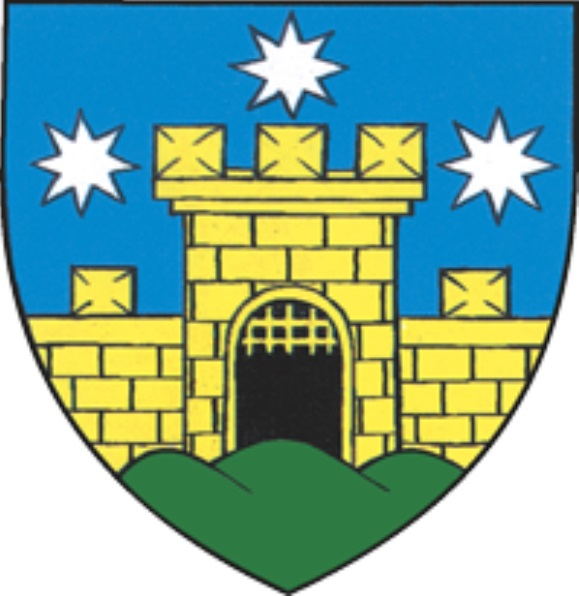
Kottes-Purk
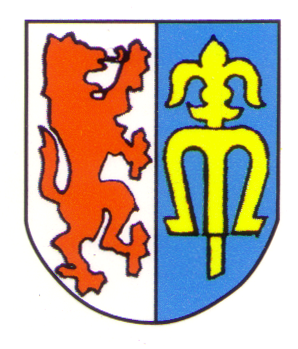
Langschlag
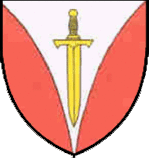
Martinsberg
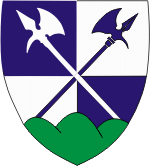
Ottenschlag
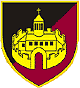
Pölla
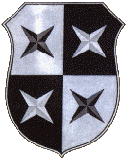
Rappottenstein
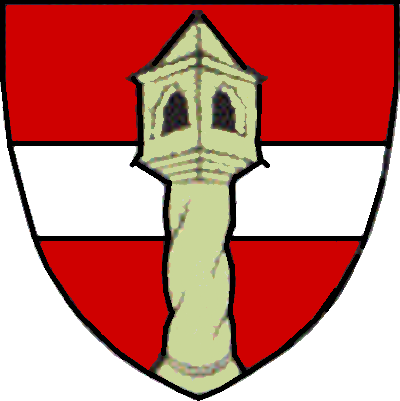
Sallingberg
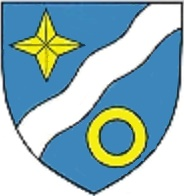
Schönbach
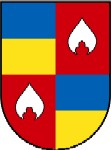
Schwarzenau
Schweiggers
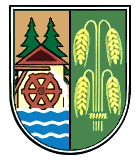
Waldhausen
Zwettl